# فاين (خدمة)
فاين (بالإنجليزية: Vine)‏ (ڤاين) هو تطبيق خدمة إستضافة فيديو بشكل صغير حيث يمكن لمستخدميه مشاركة حلقات لمقاطع فيديو طولها ستة ثواني. أسست الخدمة في يونيو 2012، وتحصل عليها موقع التدوين المصغر تويتر في أكتوبر 2012، قبل إطلاقه بشكلٍ رسمي. تنشر مقاطع فيديو المستخدمين خلال الشبكة الإجتماعية لفاين كما يمكن مشاركتها على خدمات أخرى مثل فيسبوك وتويتر. كما يمكن استخدام تطبيق فاين أيضًا لتصفح مقاطع الفيديو التي ينشرها مستخدمون أخرون، إلى جانب مجموعات من الفيديوهات حسب الموضوع، والاتجاه، أو الفيديوهات الأكثر شعبية.

## تاريخ
أسس فاين من قبل دوم هوفمان، روس يوسبوف، كولين كرول في يونيو 2012. الشركة واشتريت من قبل تويتر في أكتوبر 2012 بقيمة 30 مليون دولار.
أطلقّ فاين رسميًا في 24 يناير 2013 كتطبيق مجاني للأجهزة التي تعمل بنظام آي أو إس. وفي الثاني من يونيو 2013، أطلقت نسخة التطبيق للأجهزة العاملة بنظام الأندرويد. في 12 نوفمبر 2013 أطلق التطبيق لهواتف ويندوز فون.
في غضون بضعة أشهر، أصبح فاين أكثر تطبيقات مشاركة الفيديو إستخدامًا في السوق، حتى مع انخفاض اعتماد التطبيق. في 9 أبريل 2013، أصبح فاين التطبيق المجاني الأكثر تنزيلاً ضمن متجر تطبيقات آي أو إس  وفي 1 مايو 2014، أطلقت فاين نسخة الويب للخدمة لعرض مقاطع الفيديو.
في 14 أكتوبر 2014، أطلقت نسخة إكس بوكس ون إلى جوار إكس بوكس لايف لمشاهدة حلقات الفيديوهات.
في يناير 2015، طرحت فاين فاين كيدز، التطبيق المصمم خصيصًا للأطفال. بالإضافة لطرح حلقات فيديو عمريّة مناسبة للأطفال، يتضمن التطبيق ميزات تفاعلية تسمح للمستخدمين بالسحب بملامسة الشاشة لإظهار مقاطع فيديو جديدة وسماع أصوات مختلفة.
تم إغلاق التطبيق في 17 يناير 2017.

## المميزات
فاين يتيح للمستخدمين تسجيل مقاطع فيديو قصيرة تصل إلى نحو ستة ثواني طوال التسجيل من خلال كاميرا. تقوم الكاميرا بالتسجيل فقط أثناء لمس الشاشة، تمكن المستخدمين من التعديل أو خلق مؤثرات إيقاف الحركة.
أضيفت مميزات إضافية للتطبيق في يوليو 2013؛ ضمت شبكة وأدوات صورة شبح للكاميرا، خلق قنوات (تضم مساحات بحسب الموضوع واتجاه الموضوعات/المستخدمين)، إضافةً للقدرة على القيام بـ«ريفاين» على مقطاع الفيديو لتدوير (أي إعادة نشر) الفيديوهات على المجرى الخاص بالمستخدم، وإضافة المشاركات المحميّة.
في يوليو 2014، حدثت فاين تطبيقها مع إضافة «عداد اللوب» أو عداد الحلقات والتي تعني بأن كل مرة يشاهد شخص ما الفيديو على الفاين، فإن عددًا أعلى الفيديو سيظهر عدد المرات التي تم فيه مشاهدته. «عداد اللوب» يضم أيضًا المشاهدات لفيديوهات الفاين المُضمنة في مواقع إلكترونية أخرى.

## الاستخدامات
اجتذب تطبيق فاين أنواع مختلفة من الإستخدمات، ضمت فيديوهات الشكل القصير للأداء الكوميدي والموسيقي،  ورسوم إيقاف الحركة. الخدمة أُستخدمت أيضًا للصحافة: في غرة فبراير 2013، استعمل صحفي تركي التطبيق لتوثيق عواقب انفجار سفارة الولايات المتحدة في أنقرة سنة 2013. فاين قد اكتسب أيضًا أرضيّة كآداة ترويجية؛ في سنة 2013، أغنية دافت بانك المدرجة في ألبوم ذكريات الوصول العشوائي ‏ طرحت بواسطة فيديو فاين،  وفي 9 سبتمبر 2013، أصبحت دانكن دونتس أول شركة تستخدم فاين منفرد بأكمله كإعلان تلفزيوني.
فيديوهات الموسيقا الموجهة حققت هي الأخرى نجاحًا في الخدمة؛ بيوليوليو 2013، منشور فاين مجموعة من النساء تؤدي رقصة تويركينغ على أغنية سنة 2012 «دونت دروب ذات ثون ثون» أصبحت فيديو فيروسي، الفيديوهات ولدت استجابة، وأدت إلى أن أغنية كانت سابقًا غامضة لتقفز للذروة إلى المرتبة 35 في قائمة بيلبورد لأسخن 100.
في مارس 2013، 22 فيديو فاين قدمّ في معرض حمل اسم #SVAES -أي أقصر الفيديوهات الفنيّة المباعة على الإطلاق- في المعرض الفني الصور المتحركة بمدينة نيويورك. نسخ الفيديوهات كانت متاحة للشراء على أجهزة فلاشة مقابل 200 دولار أمريكي لكل منها. فيديو أنجيلا ووشكو «ثديٌ على ثدي في في إيكا» بيعت إلى مستشار فني هولندي، الجامع والقيم على ميريام فانيشي خلال الحدث، سوق لأول مرة على الإطلاق لبيع فيديو فاين على أنه فن.

## المستخدمون الأكثر شعبية
في مايو 2015، الفايني (مستخدم الفاين) كينغ باتش هو المستخدم الأكثر مُتَابعةً في الخدمة، مع ما يزيد عن 12 مليون مُتابِع. أشخاص أخرون عرفوا بسبب فيديوهات الفاين الخاصة بهم من الولايات المتحدة بريتاني فورلان، ناش غرير، كورتس ليبور ‏، جيروم جار ‏ وليلي بونس. بين مستخدمين مشاهير شعبيين بما فيهم ويل ساسو، بيج كيندي وجوش بيك، حيث حشد كل منهم ما يزيد عن المليون متابع.
راين ماكهنري ‏ صنعّ سلسلة من فيديوهات الفاين باسم "رايان غوسلينغ" سوف لن يأكل حبوبه من سنة 2013 إلى 2015. فيديوهات الفاين تلك أثارت انتباه غوسلينغ نفسه، وعندما توفيّ ماكهنري في الثاني من مايو 2015، أشاد غوسلينغ به بواسطة نشره لفيديو فاين لنفسه وهو يتناول الحبوب، لينهي فعليًا السلسلة.
مغني الراب من بروكلين بوبي شماردرا حصل على صفقة قياسية نتيجةً لنشره مقطع فيديو فاين تحصلت على ما يزيد عن 3.3 مليون مشاهدة وقلدت من كيفن ديورانت وبيونسيه.
الشعبية الهائلة للتطبيق لدى الفئة العمرية 14-20 سنة أثارات اهتمام المؤثرين في فاين. المساهمة في ظاهرة تأثير التسويق، شهد فاين تدفق لاختراق العلامة التجارية والجهود التسويقية. العديد من الشركات بدأت تستخدم هذه المنصة كقناة إعلانية، من خلال وجود مستخدمين شعبيين مؤيدين لمنتجاتهم.

## الاستقبال
مراجعة بي بي سي وصفت مجموعة من فيديوهات فاين أنها «تفتن»، مثل «[مشاهدة] دائرية مذهلة من شرائح الست ثوانٍ من الحياة العادية [تلوي] الماضي.»
بعد فترة وجيزة من إطلاقه، واجه فاين انتقادات لكيفية تعامله مع المواد الإباحية؛ في حين الإباحية لا تعد ممنوعة في إرشادات تويتر،  مقطع واحد صريح جنسيًا وردّ عن طريق الخطأ كـ«اختيار المحرر» في تطبيق فاين كنتيجة «لخطأ بشري». لإن المحتوى الإباحي ينتهك شروط خدمة أبل،  تقييم التطبيق غُيّر إلى +17 في فبراير 2013 بناءًا على طلب من أبل.
ضُمَّ فاين ليكون بين قائمة تايم لأفضل 50 تطبيق أندرويد لسنة 2013.

## وصلات خارجية
- الموقع الرسمي
- فاين على موقع Google Play (الإنجليزية)